# 34-я добровольческая пехотная дивизия СС «Ландсторм Недерланд» (2-я голландская)
34-я добровольческая пехотная дивизия «Ландсторм Недерланд» (2-я голландская) (нем. 34. SS-Freiwilligen-Grenadier-Division „Landstorm Nederland”) — тактическое соединение войск СС нацистской Германии, состоявшее, в основном, из датчан и голландцев. Принимала участие в боевых действиях на западном фронте европейского театра действий Второй мировой войны.
В феврале 1945 года бригада получила распоряжение, согласно которому она реорганизовалась в дивизию СС, несмотря на то, что её сила никогда не была выше, чем боевая сила отдельной бригады.

## Командование
- Оберфюрер СС Виктор Кнапп (11 мая 1943 — 1 апреля 1944)
- Оберштурмбаннфюрер СС Дурхайт (нем. Deurheit, 1 апреля 1944 — 5 ноября 1944)
- Штандартенфюрер СС Мартин Кольрозер (нем. Martin Kohlroser; 5 ноября 1944 — 8 мая 1945)

## Состав

### Февраль 1945
- Штаб дивизии (Division Stab)
- 83-й добровольческий пехотный полк СС (3-й голландский) (SS-Freiwilligen-Grenadier-Regiment 83 (Niederlandische Nr.3))
- 84-й добровольческий пехотный полк СС (4-й голландский) (SS-Freiwilligen-Grenadier-Regiment 84 (Niederlandische Nr.4))
- 34-й артиллерийский полк СС (SS-Artillerie-Regiment 34)
- 34-й противотанковый артиллерийский дивизион СС (SS-Panzerjäger-Abteilung 34)
- 34-й запасной полевой батальон СС (SS-Feldersatz-Battalion 34)
- 60-я сапёрная рота СС(SS-Pionier-Kompanie 60)
- 60-я рота связи СС (SS-Nachrichten-Kompanie 60)
- 60-я административная рота (SS-Verwaltungs-Kompanie 60)
- 60-я ветеринарная рота СС (SS Veterinärs-Kompanie 60)
- 60-я полевая почта СС (SS Feldpostamt 60)
- 60-я санитарная рота СС (SS Sanitäts-Kompanie 60)
- 34-й полевой запасной батальон (SS-Feldersatz-Bataillon 34)
- 60-й отряд снабжения (SS-Versorgungstruppen 60)
- 60-й взвод полевой жандармерии (SS-Feldgendarmerie-Trupp 60)[2]